# Сенин, Григорий Семёнович
Григорий Семенович Сенин (1902, Екатеринославская губерния, теперь Донецкая область — ?)  — украинский советский партийный деятель, 2-й секретарь Одесского обкома КП(б)У.

## Биография
Родился в семье шахтера.
Член РКП(б) с 1920 года.
Находился на партийной работе. В 1938-1939 г.  — 1-й секретарь Евпаторийского районного комитета ВКП(б) Крымской АССР. В 1939-1941 г.  — 1-й секретарь Евпаторийского городского комитета ВКП(б) Крымской АССР.
В марте — октябре 1941 г.  — 2-й секретарь Одесского областного комитета КП(б)У.
С октября 1941 г.  — на политической работе в Красной армии, участник Великой Отечественной войны. Служил членом Военного совета 9-й отдельной армии.
В 1944-1945 г.  — 2-й секретарь Одесского областного комитета КП(б)У.
В 1945-1948 г. — директор Одесского областного треста совхозов. В 1948-1952 г.  — директор свинорадгоспу «Богдановка» Одесской области.

## Звание
- полковой комиссар

## Награды
- ордена
- медали